# Sub-regiões da Hungria

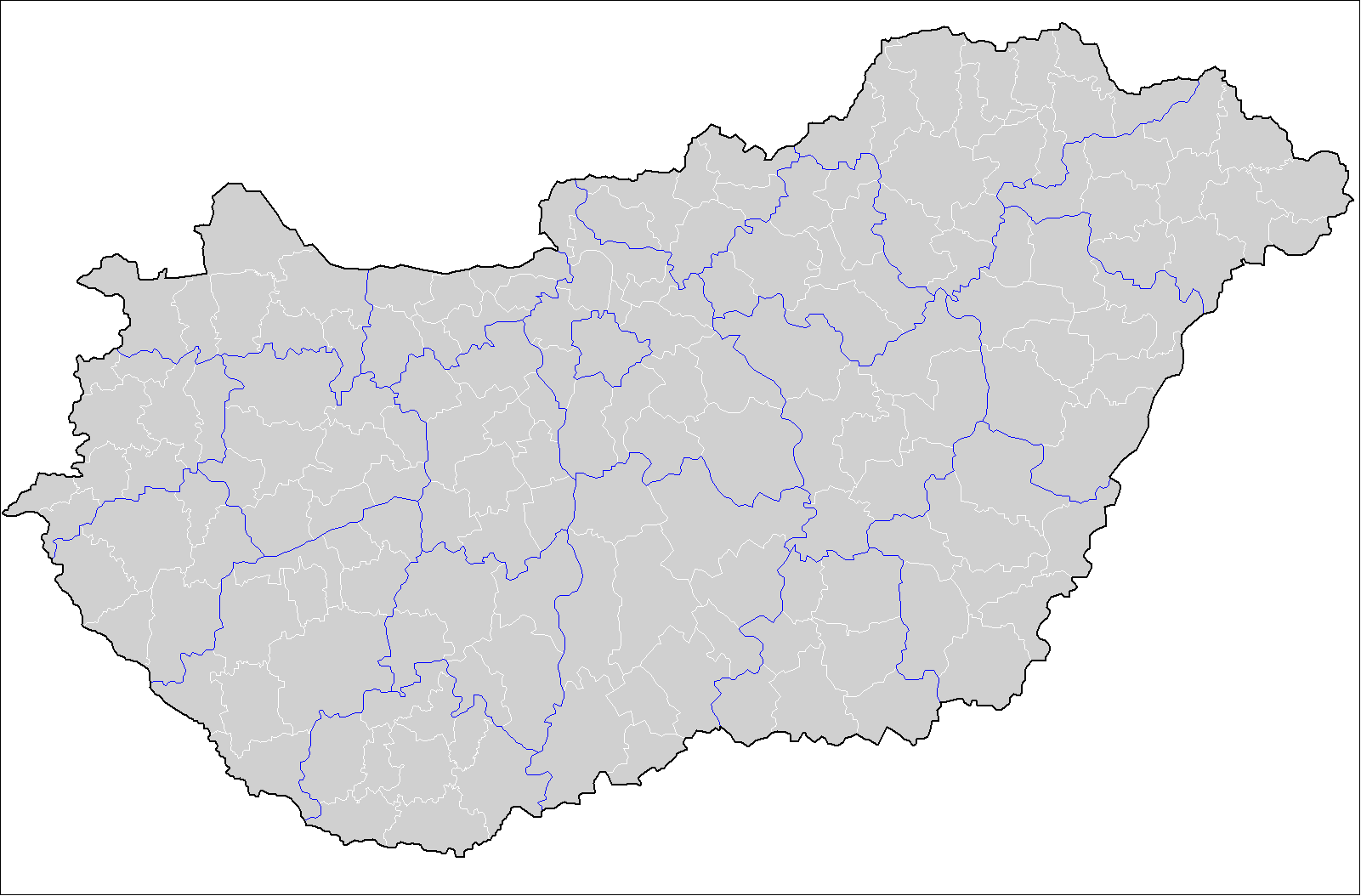
Subregiões da Hungria

Os condados e a cidade-capital da Hungria estavam subdividos em 173 sub-regiões (kistérségek, sing. kistérség), sendo a Cidade de Budapeste sua própria sub-região. As sub-regiões foram abolidas e substituídas por 198 distritos em 2013.
As antigas sub-regiões estão listadas abaixo, por condados:

## Budapeste
- Budapesti

## Bács-Kiskun
- Bácsalmási
- Bajai
- Jánoshalmi
- Kalocsai
- Kecskeméti
- Kiskőrösi
- Kiskunfélegyházi
- Kiskunhalasi
- Kiskunmajsai
- Kunszentmiklósi

## Baranya
- Komlói
- Mohácsi
- Pécsi
- Pécsváradi
- Sásdi
- Sellyei
- Siklósi
- Szentlőrinci
- Szigetvári

## Békés
- Békéscsabai
- Békési
- Gyulai
- Mezőkovácsházi
- Orosházi
- Sarkadi
- Szarvasi
- Szeghalmi

## Borsod-Abaúj-Zemplén
- Abaúj–Hegyközi
- Bodrogközi
- Edelényi
- Encsi
- Kazincbarcikai
- Mezőcsáti
- Mezőkövesdi
- Miskolci
- Ózdi
- Sárospataki
- Sátoraljaújhelyi
- Szerencsi
- Szikszói
- Tiszaújvárosi
- Tokaji

## Csongrád
- Csongrádi
- Hódmezővásárhelyi
- Kisteleki
- Makói
- Mórahalmi
- Szegedi
- Szentesi

## Fejér
- Abai
- Adonyi
- Bicskei
- Dunaújvárosi
- Enyingi
- Ercsi
- Gárdonyi
- Móri
- Sárbogárdi
- Székesfehérvári

## Győr-Moson-Sopron
- Csornai
- Győri
- Kapuvár-Beledi
- Mosonmagyaróvári
- Pannonhalmi
- Sopron-Fertődi
- Téti

## Hajdú-Bihar
- Balmazújvárosi
- Berettyóújfalui
- Debreceni
- Derecske–Létavértesi
- Hajdúböszörményi
- Hajdúhadházi
- Hajdúszoboszlói
- Polgári
- Püspökladányi

## Heves
- Bélapátfalvai
- Egri
- Füzesabonyi
- Gyöngyösi
- Hatvani
- Hevesi
- Pétervásárai

## Jász-Nagykun-Szolnok
- Jászberényi
- Karcagi
- Kunszentmártoni
- Mezőtúri
- Szolnoki
- Tiszafüredi
- Törökszentmiklósi

## Komárom-Esztergom
- Dorogi
- Esztergomi
- Kisbéri
- Komáromi
- Oroszlányi
- Tatai
- Tatabányai

## Nógrád
- Balassagyarmati
- Bátonyterenyei
- Pásztói
- Rétsági
- Salgótarjáni
- Szécsényi

## Pest
- Aszódi
- Budaörsi
- Ceglédi
- Dabasi
- Dunakeszi
- Érdi
- Gödöllői
- Gyáli
- Monori
- Nagykátai
- Pilisvörösvári
- Ráckevei
- Szentendrei
- Szobi
- Váci
- Veresegyházi

## Somogy
- Balatonföldvári
- Barcsi
- Csurgói
- Fonyódi
- Kadarkúti
- Kaposvári
- Lengyeltóti
- Marcali
- Nagyatádi
- Siófoki
- Tabi

## Szabolcs-Szatmár-Bereg
- Baktalórántházai
- Csengeri
- Fehérgyarmati
- Ibrány–Nagyhalászi
- Kisvárdai
- Mátészalkai
- Nagykállói
- Nyírbátori
- Nyíregyházai
- Tiszavasvári
- Vásárosnaményi
- Záhonyi

## Tolna
- Bonyhádi
- Dombóvári
- Paksi
- Szekszárdi
- Tamási

## Vas
- Celldömölki
- Csepregi
- Körmendi
- Kőszegi
- Őriszentpéteri
- Sárvári
- Szentgotthárdi
- Szombathelyi
- Vasvári

## Veszprém
- Ajkai
- Balatonalmádi
- Balatonfüredi
- Pápai
- Sümegi
- Tapolcai
- Várpalotai
- Veszprémi
- Zirci

## Zala
- Hévízi
- Keszthelyi
- Lenti
- Letenyei
- Nagykanizsai
- Pacsai
- Zalaegerszegi
- Zalakarosi
- Zalaszentgróti